# Нетаньяху, Биньямин
Биньями́н (Би́би) Нетанья́ху (Нетания́гу) (ивр. בנימין נתניהוо файле‎; род. 21 октября 1949, Тель-Авив, Израиль) — израильский государственный и политический деятель, действующий премьер-министр Израиля (с 29 декабря 2022 года). Премьер-министр Израиля с 1996 по 1999 год, с 2009 по 2021 год. Министр обороны (2018—2019), министр финансов (2003—2005), министр иностранных дел (2002—2003), депутат Кнессета (1988—1996, 1999—2002, 2005—2009). Капитан Армии обороны Израиля (1972).
Родился в Тель-Авиве. Нетаньяху является первым премьер-министром Израиля, родившимся после провозглашения независимости. Окончил Массачусетский (бакалавр архитектуры и магистр менеджмента) и Гарвардский (магистр политологии) университеты. Участник Войны Судного дня (1973), после службы в ЦАХАЛ дослужился до звания капитана (1972). Служил послом Израиля в ООН (1986—1988). С 1988 года стал депутатом Кнессета. Также занимал должность министра юстиции (1996), строительства (1996—1999), науки культуры и спорта (1996—1997), связи (2014—2017), министр диаспоры (2019—2020) и министр по делам религий Израиля (1996).
9 августа 2005 года ушёл с поста министра финансов в отставку в знак протеста против вывода израильских поселений из сектора Газа. Лидер партии Ликуд (1993—1999, и с 2005). В период с 2005 по 2009 и с 2021 по 2022 — лидер оппозиции в Кнессете. В 1996—1999 годах впервые стал премьер-министром Израиля, а в 2009 году начал второй период. Занимал должность премьер-министра дольше всех в истории страны — 15 лет и 3 месяца, и вновь занял должность в декабре 2022 года. В ноябре 2022 года переизбрался на пост премьер-министра на третий период, где критиковался за попытку провести судебную реформу и за провал подготовки перед вторжением войск ХАМАС (2023).
21 ноября 2024 года Международным уголовным судом в Гааге был выдан ордер на арест Биньямина Нетаньяху по подозрению в военных преступлениях и преступлениях против человечности, совершённых в секторе Газа в период с 8 октября 2023 года по 20 мая 2024 года.

## Биография

### Ранние годы
Отец Биньямина Нетаньяху — выходец из Польши профессор истории Бенцион Нетаньяху (Милейковский), который был личным секретарём Зеэва Жаботинского. Мать — Циля Нетаньяху (Сегаль).
Биньямин — их второй сын. Его старший брат, Йонатан (Йони) Нетаньяху, национальный герой Израиля, погиб в ходе операции по освобождению израильских заложников в Энтеббе. Младший брат доктор Идо Нетаньяху — врач-радиолог и писатель.
Дедом Биньямина был родившийся в Крево раввин и проповедник сионизма Натан (Нетаньяху) Милейковский.
Биньямин Нетаньяху родился 21 октября 1949 года в Тель-Авиве, его детство прошло в Иерусалиме.
В период с 1956 по 1958, а также с 1963 по 1967 год семья Бенциона и Цили Нетаньяху проживала в США (в штате Пенсильвании), где преподавал Бенцион, соответственно, в 1949—1956 и 1958—1963 годах они жили в Израиле. В Пенсильвании же Биньямин окончил среднюю школу, там он и получил прозвище «Биби».

### Армия и образование
После окончания учёбы в 1967 году Нетаньяху вернулся в Израиль для прохождения срочной службы в Армии обороны Израиля. Служил в элитном диверсионно-разведывательном подразделении Сайерет Маткаль. Участвовал в нескольких боевых операциях на территории вражеских стран, в том числе в рейде на аэропорт Бейрута и в сражении при Караме. 13 мая 1969 года, во время операции «Булмус-4», едва не утонул из-за тяжести рюкзака с военным снаряжением, после того как он и другие бойцы были сброшены в воду в результате атаки на головную лодку, но был спасён. В ходе операции по освобождению захваченного палестинскими террористами самолёта авиакомпании «Сабена» 9 мая 1972 года, был ранен пулей другого бойца в ходе обезвреживания террористки Хальсы. Окончил службу в звании капитана.
В 1972 году вернулся в США, где учился на архитектора в Массачусетском технологическом институте, в феврале 1975 получил степень бакалавра архитектуры, а в июне 1976 степень магистра менеджмента. Позже изучал политологию на бакалавриате Гарвардского университета. Во время учёбы Нетаньяху работал в консалтинговой компании Boston Consulting Group.
После начала Войны Судного дня в 1973 году Нетаньяху прервал учёбу на месяц и принял участие в боевых действиях в районе Суэцкого канала и на Голанских высотах. В Войне Судного дня, Нетаньяху принимал участие в рейдах спецназа вдоль Суэцкого канала против египетских войск, а затем возглавил атаку коммандос вглубь сирийской территории, подробности которой сегодня остаются засекреченными.

### Деловая и публицистическая карьера
После окончания в 1977 году учёбы Нетаньяху вернулся в Израиль. Здесь он некоторое время работает топ-менеджером по маркетингу в мебельной компании. Параллельно он создаёт «Институт антитеррора имени Й. Нетаньяху», проводит международные конференции по борьбе с террором. В это же время он знакомится с некоторыми израильскими политиками, в частности, с тогдашним послом Израиля в США Моше Аренсом, чьим заместителем Нетаньяху стал в 1982 году.
Статьи на политические темы, написанные Б. Нетаньяху, печатались в таких изданиях как «Нью-Йорк Таймс», «Вашингтон Пост», Los Angeles Times, «Ле Монд», еженедельнике «Тайм» и многих других. Он написал ряд книг на политические темы, основал Международный институт по проблемам террора («Институт Йонатан»).

### Дипломатическая карьера

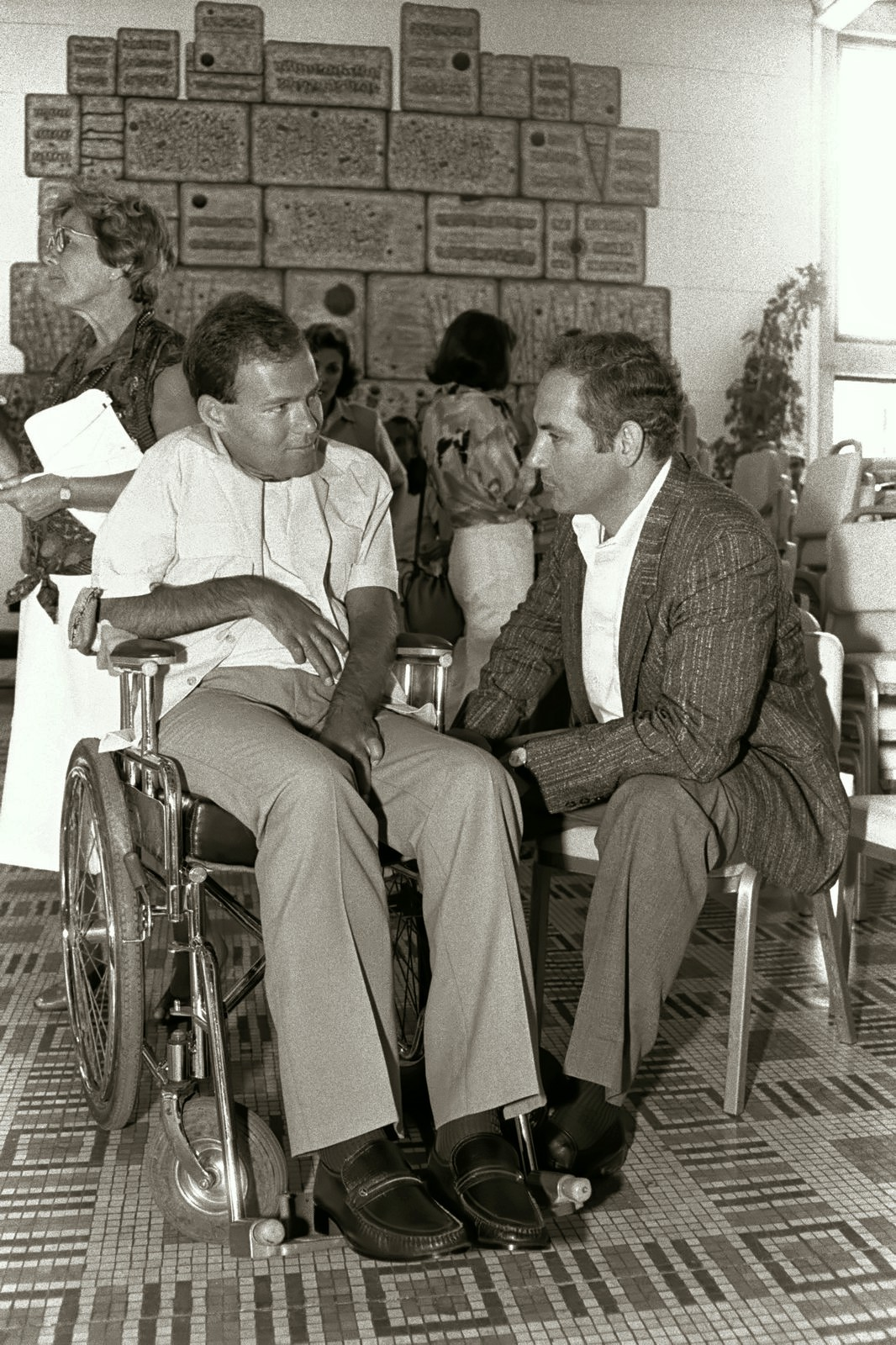
Биньямин Нетаньяху беседует с Сорином Хершко, тяжело раненным во время операции «Энтеббе». Иерусалим, дом президента, 2 июля 1986 года

В 1982 году посол Израиля в США Моше Аренс назначает Нетаньяху своим заместителем. Кроме того, Нетаньяху был членом первой израильской делегации на стратегических переговорах с США в 1983 году. В 1984 году Нетаньяху назначается послом Израиля в ООН. В течение следующих четырёх лет он руководил работой по рассекречиванию архивов ООН, обличавших нацистское прошлое бывшего Генерального секретаря ООН Курта Вальдхайма. Будучи умелым дипломатом, талантливым оратором и полемистом, Нетаньяху укрепил позиции Израиля в мировом сообществе.

### Лидер «Ликуда» и оппозиции
В 1988 году Нетаньяху вернулся в Израиль и начал свою политическую карьеру, став депутатом кнессета по списку партии «Ликуд». Премьер-министр Израиля Ицхак Шамир назначает его заместителем министра иностранных дел Израиля.
В 1992 году лидер «Ликуда» Ицхак Шамир подаёт в отставку после того, как партия проигрывает на выборах. На праймериз Нетаньяху возглавил партию, одержав победу над Бени Бегином, сыном бывшего премьера Менахема Бегина, и Давидом Леви. В 1993 году Нетаньяху также стал лидером оппозиции в Кнессете. Он резко выступал против соглашений «Осло I» и «Осло II», собирая многотысячные демонстрации против политического курса Рабина в палестинском вопросе. Партия «Ликуд» также выступила против вывода израильских войск из Сектора Газа и Западного берега реки Иордан.

### Премьер-министр (1996—1999)

#### Прямые выборы премьер-министра
В 1996 году в Израиле впервые в истории государства были проведены прямые выборы премьер-министра. На выборах были представлены Шимон Перес от «Аводы», вступивший в должность после убийства Ицхака Рабина, и Биньямин Нетаньяху от «Ликуда». «Авода» традиционно выступала за территориальные уступки палестинцам; одновременно росли масштабы палестинского терроризма. В глазах многих избирателей Перес выглядел непоследовательным и слабым; Нетаньяху сумел использовать это и сыграть на запоздалой и неадекватной реакции правительства на теракты. Предвыборную кампанию Нетаньяху проводил американский политтехнолог Артур Финкельштейн, и, несмотря на лидерство Переса в опросах перед началом гонки, победил Нетаньяху, став самым молодым премьер-министром за всю историю Израиля. Выбор Нетаньяху, по выражению историка Говарда Сакера, символизировал возвращение к ревизионистскому сионизму и означал победу сторонников твёрдой линии.

#### Формирование правящей коалиции
Несмотря на победу Нетаньяху на выборах премьер-министра, на выборах в Кнессет 14-го созыва партия «Авода» получила больше голосов, чем «Ликуд». Нетаньяху пришлось формировать коалиционное правительство, в которое, помимо «Ликуда», вошли партии Гешер, Мафдал, Яхадут ха-Тора, ШАС, Исраэль ба-Алия и Третий путь. Взаимоотношения внутри правительства были сложными. Первые выступления Нетаньяху в качестве премьер-министра продемонстрировали новый подход ко многим вопросам, в том числе, к урегулированию ближневосточного конфликта: во главу угла была поставлена проблема обеспечения безопасности, не связанная с формулой «земля в обмен на мир», делался упор на строительство поселений. Нетаньяху не спешил что-либо отдавать, пытаясь максимально использовать новую ситуацию, когда уже не было СССР, поддерживавшего требования арабских режимов; изначально он не планировал продолжать переговоры с Ясиром Арафатом, как минимум — в формате процесса Осло.

#### Конфликт вокруг Туннеля Хасмонеев
В сентябре 1996 года Биньямин Нетаньяху и Эхуд Ольмерт (мэр Иерусалима) решили открыть для посещения исторический Туннель Хасмонеев, проходящий в 300 м к западу от Храмовой горы. Глава ООП и Палестинской автономии (ПА) Ясир Арафат иниициировал масштабные волнения, заявив, что израильтяне якобы планируют подрыть фундамент мечети Аль-Акса и таким образом разрушить её, освободив место для своего Третьего Храма. В Иерусалиме и ряде территорий, подконтрольных ПА, произошли серьёзные беспорядки и вооружённые столкновения, в ходе которых палестинская полиция впервые применила оружие против израильских сил безопасности. Арабы неоднократно забрасывали камнями евреев, молящихся у Стены Плача. В ходе беспорядков погибло 15 израильтян и 52 араба. Сознательно инициируя волну насилия, Ясир Арафат провоцировал американское давление на нового главу израильского правительства. Этот расчёт полностью сработал.

#### Миротворческий саммит в Вашингтоне
Чтобы остановить волну насилия, президент США Билл Клинтон в срочном порядке пригласил к себе Нетаньяху и Арафата, а также руководителей Иордании и Египта. Так Арафату удалось добиться возвращения палестинской проблемы в повестку дня мировых лидеров. Ключевым участником «миротворческого саммита» оказался Ясир Арафат, с которым Беньямин Нетаньяху был вынужден вести переговоры на протяжении двух с половиной последующих лет под неустанным американским давлением. Получая очередные уступки со стороны Израиля, палестинские партнёры по переговорам инициировали очередной «кризис мирного процесса», вынуждая американских посредников вмешаться, требуя от Израиля новых уступок.

#### Хевронские соглашения и продолжение конфликта
Под воздействием США, в условиях, когда арабские государства угрожали прекратить нормализацию отношений с Израилем, демонстрируя преемственность израильского курса, Нетаньяху был вынужден подписать 17 января 1997 года Хевронские соглашения. В соответствии с ними, Хеврон был разделён на две зоны — палестинскую (приблизительно 80 %) и еврейскую (20 %), включая пещеру Махпела, где находятся могилы библейских патриархов.
Пытаясь сбалансировать вынужденный компромисс, Нетаньяху инициировал строительство нового жилого комплекса в квартале Хар-Хома в Восточном Иерусалиме, завершив кольцо еврейских поселений вокруг Иерусалима, отделяющее его арабскую часть от Западного берега Иордана. ПА ответила забастовкой; чрезвычайная сессия ГА ООН приняла резолюцию, призывающую положить конец строительству в Хар Хома и вообще всех израильских поселений; однако в СБ ООН США использовали право вето. Ясир Арафат заявил, что не будет встречаться с Биньямином Нетаньяху до тех пор, пока строительство не прекратится, что означало остановку мирных переговоров. Строительство поселений продолжалось, как и акты палестинского терроризма; ПА не предпринимала жёстких мер против руководства вооружённых исламистских группировок ХАМАС и Палестинский исламский джихад, вопреки требованиям Израиля.
В ходе борьбы Израиля с ХАМАС, спецслужба Моссад предприняла неудачную попытку ликвидации одного из лидеров группировки Халеда Машаля на территории Иордании; чтобы уладить скандал и спасти агентов, Израилю пришлось освободить из заключения духовного лидера ХАМАС Ахмеда Ясина. Пострадали отношения как с Иорданией, так и с Канадой, поскольку израильские спецагенты въехали в Иорданию по канадским паспортам.

#### Соглашения Вай Плантейшн

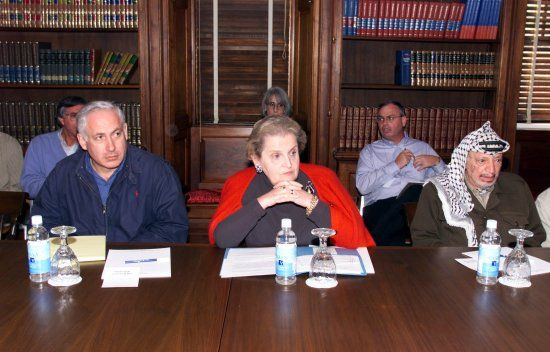
Нетаньяху и Ясир Арафат подписывают соглашение Вай Плантейшн в присутствии Мадлен Олбрайт

В 1998 году при посредничестве президента США Билла Клинтона заключил с Ясиром Арафатом соглашения Вай Плантейшн, согласно которым палестинцы получили 13 % территорий Иудеи и Самарии (Западный берег реки Иордан). Однако эта территория поступала под контроль палестинской администрации не полностью: под полный контроль ПА (зона А) переходил 1 %, 12 % территории передавалось под совместный контроль (зона В), при этом 3 % из них резервировались под зелёную или заповедную зону, в которой Израиль продолжал осуществлять функции безопасности, и где запрещалось новое строительство.

#### Экономическая политика
Перед Нетаньяху стояла задача укрепления израильской экономики, включая прекращение роста инфляции и сокращение дефицита бюджета государства. В период премьерства Нетаньяху вложения в израильскую сферу высоких технологий, иначе называемую «хайтек», составляли 1 миллиард долларов ежегодно. Нетаньяху поддерживал рыночную экономику и свободное предпринимательство, и в рамках этой политики начал изменение системы налогообложения населения, перераспределение государственных субсидий и сокращение дотаций. Эту политику он продолжил в свою бытность министром финансов в правительстве Шарона. В его каденцию усилились экономические и межобщинные противоречия. В частности, были закрыты — как экономически нецелесообразные — многие градообразующие предприятия на севере и юге, что вызвало острые возражения местных профсоюзов.

#### Скандал вокруг Рони Бар-Она и самороспуск Кнессета
Крупным скандалом на израильской политической сцене стало назначение на должность генерального прокурора Израиля Рони Бар-Она. Рони Бар-Он являлся членом Центра Ликуда. Предполагается, что о назначении ходатайствовал лидер партии «ШАС» Арье Дери, причём Бар-Он должен был закрыть возбуждённое против Дери дело по обвинению в коррупции, а партия «ШАС» за это должна была проголосовать за вывод войск из Хеврона. Однако Бар-Он пробыл на своём посту меньше суток и ушёл, обвинённый в том, что он юрист низкого класса, назначенный лишь за счёт своих политических связей. Разразился скандал, затронувший сначала советников Нетаньяху, а затем и его самого. Полиция допросила премьер-министра, предупредив о возможности возбуждения против него уголовного дела. Нетаньяху пришлось нанимать одного из лучших адвокатов страны — Якова Вайнрота, обвинившего в скандале министра юстиции Израиля Цахи Ханегби. Доказательств для передачи дела в суд не нашлось.
Разногласия в Ликуде, проблемы с утверждением государственного бюджета и недоверие к правительству Нетаньяху в Кнессете привели к досрочным выборам в 1999 году. Досрочные выборы состоялись 17 мая 1999 года. Нетаньяху проиграл выборы Эхуду Бараку — кандидату от партии Авода. Это было одно из крупных поражений партии Ликуд за всю её историю (самое крупное было при выборах в Кнессет 17-го созыва в 2006 году, когда Ликуд получил 12 мандатов), партия набрала на выборах всего 14 % голосов.

### Перерыв в политической карьере (1999—2002)
После ухода с политической сцены в 1999 году он работал в качестве бизнес-консультанта hi-tech компаний и выступал с лекциями по всему миру. При этом Нетаньяху не оставлял политику, активно высказываясь при спорных шагах его наследника на посту премьер-министра, реагируя с позиций «обеспокоенного гражданина». В августе 1999 года газета «Едиот Ахронот» опубликовала скандальную статью о Нетаньяху. В марте 2000 года полиция предъявила Нетаньяху обвинение в мошенничестве, коррупции, хищении денег и злоупотреблении доверием. Однако в конечном счёте, в суд материалы переданы не были.

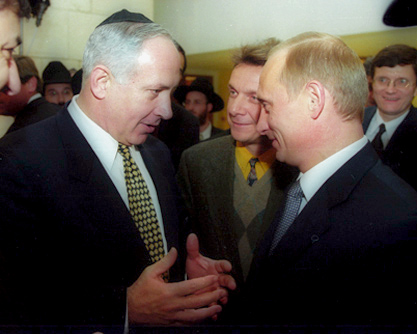
Нетаньяху и Владимир Путин в Еврейском общинном центре. Москва, 21 декабря 2000 года

В 2001 году премьер-министр Израиля Эхуд Барак ушёл в отставку. Нетаньяху не использовал возможность возглавить «Ликуд» и отказался от участия в прямых выборах премьер-министра из-за отказа Кнессета самораспуститься. Лидером Ликуда и главой правительства стал Ариэль Шарон. В условиях продолжающейся интифады Аль-Аксы Шарону удалось сформировать правительство национального единства. В октябре 2002 партия Авода вышла из коалиции из-за разногласий, связанных с государственным бюджетом Израиля. Коалиция оказалась в меньшинстве, так как теперь в её распоряжении имелось лишь 55 мест в Кнессете. Шарон был вынужден объявить о досрочных выборах в Кнессет. Нетаньяху участвовал в выборах главы Ликуда, но проиграл. Шарон назначил Нетаньяху министром иностранных дел в 2002 году, а затем после выборов в 2003 году — министром финансов.

### Министр финансов (2003—2005)
В конце января 2003 года состоялись досрочные парламентские выборы. Главным отличием этих выборов было то, что с 2003 года были отменены прямые выборы премьер-министра. Ликуд одержал убедительную победу, в то время как партия труда потерпела поражение. Шарон сформировал правую коалицию, в которую вошли партии Ликуд, Шинуй, Ихуд Леуми и Мафдал. Одним из министров нового правительства стал Биньямин Нетаньяху, занявший пост министра финансов.
Согласно официальному сайту Нетаньяху, на посту министра финансов его деятельность была направлена на укрепление частного сектора за счёт государственного, сокращение государственных расходов, снижение налогов, урезание социальных выплат, борьбу с монополизмом и приватизацию. Также, на этом посту он инициировал пенсионную реформу.

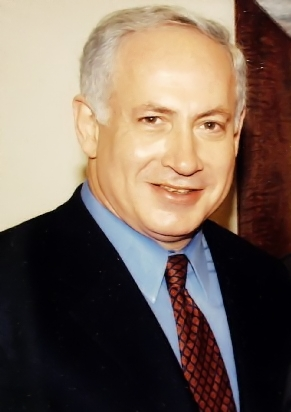
Нетаньяху 2003

В августе 2005 года, накануне начала выполнения плана размежевания, Нетаньяху в знак протеста ушёл из правительства и стал во главе внутрипартийной оппозиции. В сентябре 2005 года Шарон с группой сторонников вышел из Ликуда и создал новую партию «Кадима». На выборах лидера Ликуда в ноябре Нетаньяху легко одержал победу и вновь стал лидером партии и кандидатом на пост премьер-министра от неё. В марте 2006 года партия Ликуд получила всего 12 мест на выборах в парламент и отказалась вступить в коалицию Эхуда Ольмерта. После формирования правительства Нетаньяху стал лидером оппозиции. По опросам общественного мнения после второй ливанской войны пользовался наиболее высоким рейтингом как кандидат на пост премьер-министра. В рамках своей должности Нетаньяху выступал по всем основным вопросам повестки дня на основных общественных форумах.

### Снова во главе «Ликуда» и оппозиции (2005—2009)
Вывод израильских войск из сектора Газа привёл к внутрипартийным разногласиям не только в израильском обществе, но и в Ликуде; эти разногласия привели к выходу Ариэля Шарона и нескольких его сторонников из партии. Шарон, Шимон Перес и депутаты других партий основали новую партию — Кадима. В 2005 году на внутренних выборах партии (праймериз) за Нетаньяху проголосовало 44,7 % голосов членов партии, против 33 % голосов, отданных за Сильвана Шалома, Нетаньяху стал лидером партии. На внеочередных выборах в кнессет в 2006 году партия Ликуд заняла третье место (12 мандатов), первое место досталось партии Кадима, второе место партии Авода. На выборах 2006 года партия Ликуд показала худший результат в своей истории.
14 августа 2007 года прошли внутренние выборы Ликуда, Нетаньяху одержал убедительную победу, набрав 73 % голосов. Среди соперников Нетаньяху были Моше Фейглин, который набрал 23,4 % голосов и председатель всемирного Ликуда Дани Данон, который набрал всего 3,77 % голосов. С 2006 по 2009 год Нетаньяху занимал должность лидера оппозиции в кнессете.

### Выборы 2009 года
17 сентября 2008 года прошли внутренние выборы в партии Кадима, главой партии была избрана Ципи Ливни. В связи с этим действующий глава партии Кадима и премьер-министр Израиля Эхуд Ольмерт подал в отставку. После того как Ольмерт подал в отставку, президент Израиля Шимон Перес объявил о досрочных выборах в кнессет.

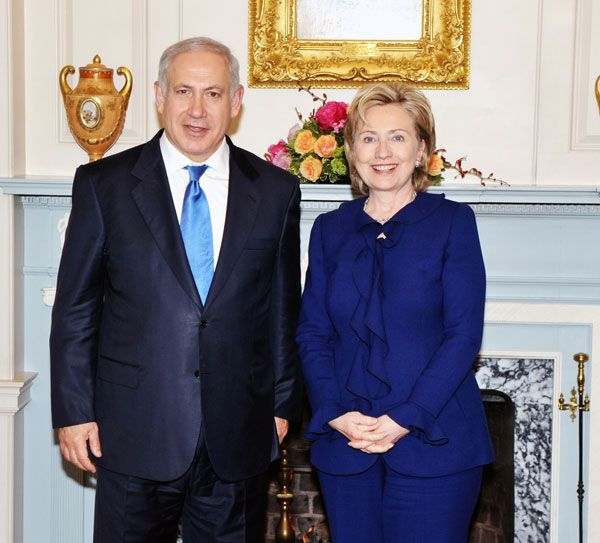
Биньямин Нетаньяху и Хиллари Клинтон в Вашингтоне 18 мая 2009 года

На парламентских выборах 10 февраля 2009 года партия Ликуд, возглавляемая Нетаньяху, заняла 2-е место после Кадимы, получив 27 мест в парламенте. Однако, учитывая, что Кадима получила всего на 1 место больше, а лидеру партии Ципи Ливни не удалось заручиться большинством рекомендаций депутатов, президент Израиля Шимон Перес 20 февраля поручил Нетаньяху сформировать правительство. Нетаньяху предложил Ципи Ливни войти в правительство национального единства. Главной причиной несогласия Ливни войти в правительство стал отказ Нетаньяху включить формулу «Два государства для двух народов» в основополагающие документы правительства. Правительство, которое создал Нетаньяху, стало одним из самых крупных в истории Израиля и включало 30 министров и 9 замминистров от партий: Ликуд, Наш дом Израиль, Авода, ШАС, Мафдаль и Яхадут ха-Тора.
В начале марта 2009 года, в ходе формирования нового правительства, Израиль посетила Хиллари Клинтон, впервые в качестве госсекретаря администрация Барака Обамы, избранной в конце 2008 года. В ходе своего визита Клинтон осудила снос незаконно построенных арабами домов в Восточном Иерусалиме, назвав подобные шаги «бесполезными». Несмотря на разногласия между Клинтон, высказавшейся за скорейшее создание палестинского государства, и формировавшейся коалиции Нетаньяху, выступавшей против «предоставления ПНА статуса независимого государства на текущий момент», Клинтон отметила, что «США будут работать с любым правительством, которое представляет демократическую волю народа Израиля».

### Премьер-министр (2009—2021)

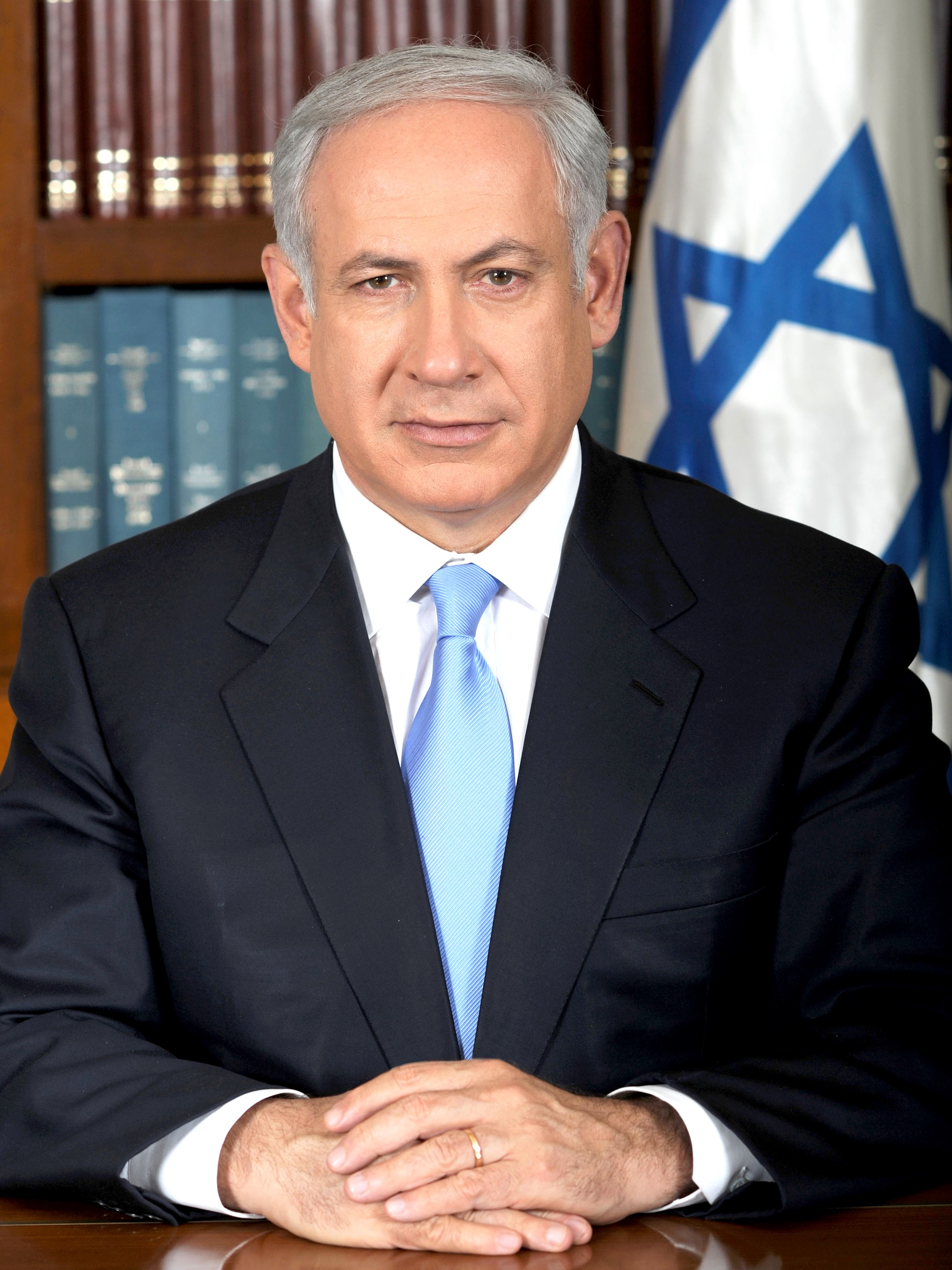
Официальный портрет, 2009

Вскоре после принятия присяги новое израильское правительство столкнулось с требованием президента США Барака Обамы об урегулировании конфликта в течение 2 лет. 21 июня Нетаньяху выступил со своим планом ближневосточного урегулирования, в рамках которого выразил согласие на создание палестинского государства с ограниченными правами в случае признания палестинцами Израиля как национального дома еврейского народа и получения гарантий безопасности Израиля, в том числе международных.
Евгений Примаков, отмечая про Нетаньяху: «Он, без сомнения, ярый защитник интересов Израиля», считал выдвинутые Нетаньяху условия демилитаризации будущего палестинского государства — его «полусуверенитетом», а требование признания «всеми арабскими странами еврейского характера Израиля» — фактическим отказом «даже от формального права на возвращение палестинских беженцев».

Администрация Обамы не раз оказывала давление на Израиль с целью прекратить строительство и расширение израильских поселений на Западном берегу реки Иордан.

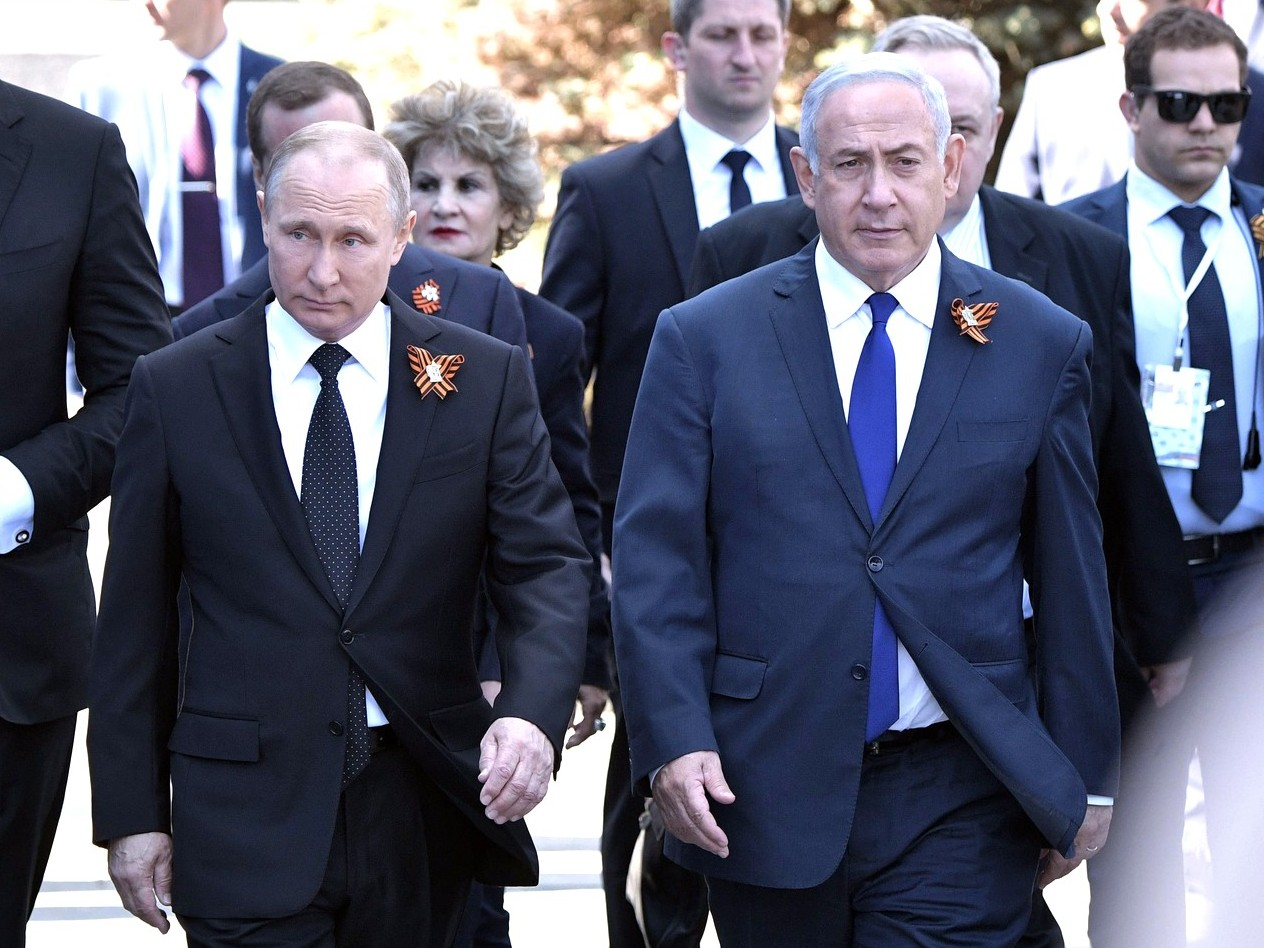
Встреча Владимира Путина с Биньямином Нетаньяху. Москва, 9 мая 2018 года

Также Нетаньяху неоднократно встречался с американским спецпосланником по вопросам мирного урегулирования на Ближнем Востоке Джорджем Митчеллом, который призывал Израиль к новым переговорам, несмотря на отказ палестинцев на их возобновление и отрицательную реакцию израильского общества в ответ на теракты.
17 марта 2015 года прошли внеочередные парламентские выборы, на которых партия Ликуд под руководством Биньямина Нетаньяху получила тридцать мандатов.
14 ноября 2018 года министр обороны Авигдор Либерман подал в отставку, после чего 18 ноября Нетаньяху заявил, что вступил в должность министра обороны страны.
В 2020—2021 годах при посредничестве США, впервые за 26 лет, были подписаны 4 договора о нормализации отношений между Израилем и арабскими странами (ОАЭ, Бахрейном, Суданом и Марокко), известные как Соглашения Авраама. Эти соглашения, вместо формулы «территории в обмен на мир», ранее использовавшейся в урегулировании арабо-израильского конфликта, основаны на продвигаемой Нетаньяху политике «мир в обмен на мир».
24 мая 2020 года начался судебный процесс по трём делам против Биньямина Нетаньяху, которого обвиняют в коррупции и обмане общественного доверия. Действующий глава израильского правительства впервые оказался на скамье подсудимых. Нетаньяху лично прибыл в окружной суд, возле которого проходили демонстрации его сторонников и противников. Выступая в суде, премьер-министр отверг все обвинения. «Все дела сфабрикованы с самого начала. То, что происходит сегодня, является попыткой свергнуть меня. Весь правый лагерь оказался сегодня на скамье подсудимых», — заявил Нетаньяху в прямом эфире израильских телеканалов перед тем, как войти в здание.
13 июня 2021 года Нетаньяху покинул должность премьер-министра Израиля, поскольку Нафтали Бенет набрал 60 голосов депутатов Кнессета из партий Ямина, Тиква Хадаша, Наш дом Израиль, Еш Атид, Кахоль-лаван, МЕРЕЦ, Авода и РААМ, в то время как 59 депутатов проголосовали против и один воздержался.

### Министр обороны (2018—2019)
30 апреля 2018 года Нетаньяху обвинил Иран в невыполнении своих обязательств по иранской ядерной сделке после того, как представил тайник из более чем 100 000 документов, подробно описывающих масштабы иранской ядерной программы. Иран осудил выступление Нетаньяху как «пропаганду».
Нетаньяху высоко оценил саммит Северной Кореи и США в 2018 году. В своём заявлении он заявил: «Я высоко оцениваю исторический саммит президента США Дональда Трампа в Сингапуре. Это важный шаг в усилиях по избавлению Корейского полуострова от ядерного оружия».

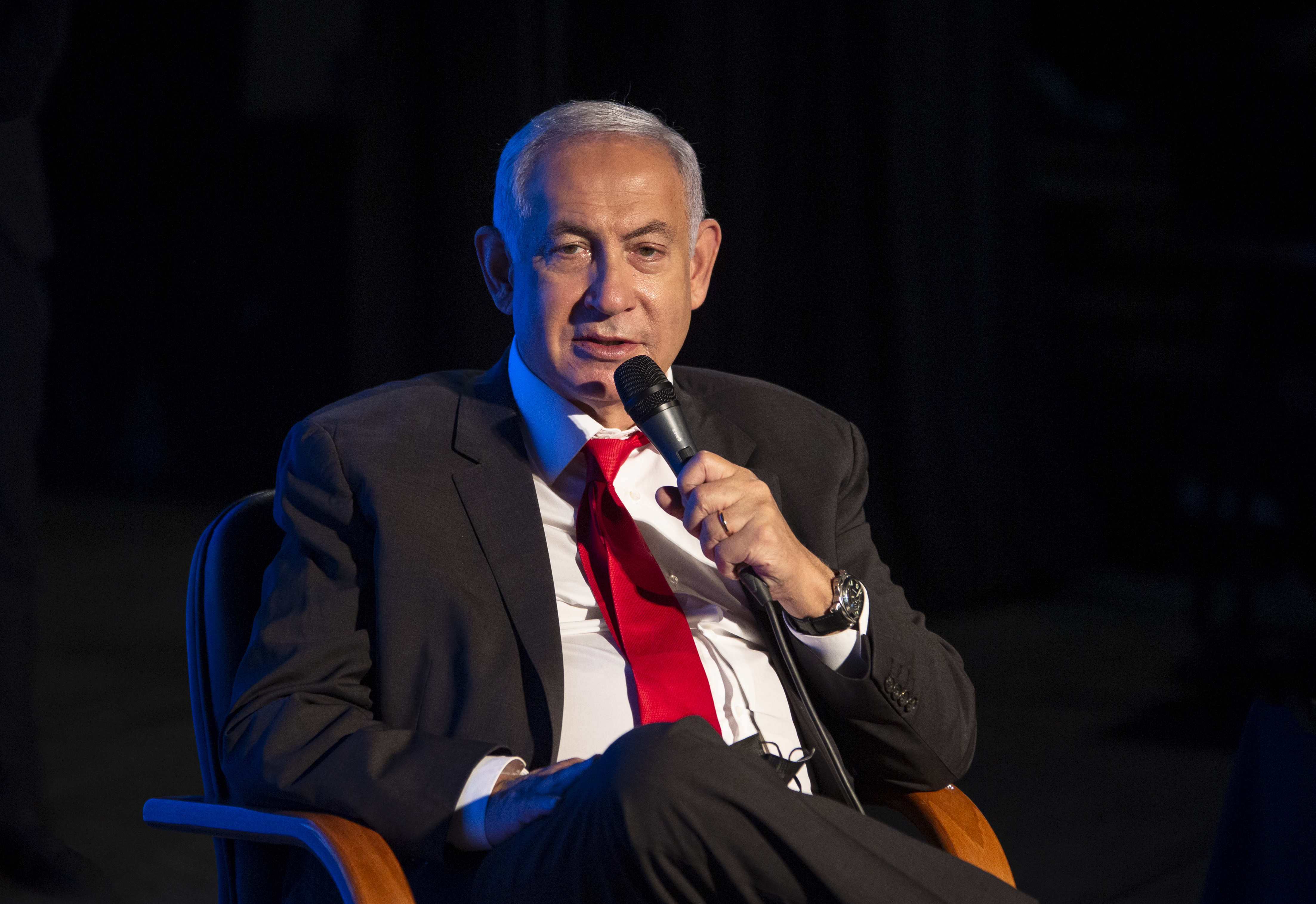
Биньямин Нетаньяху. Встреча с русскоговорящими в Нетании. 2021 год

### Премьер-министр (с 2022)

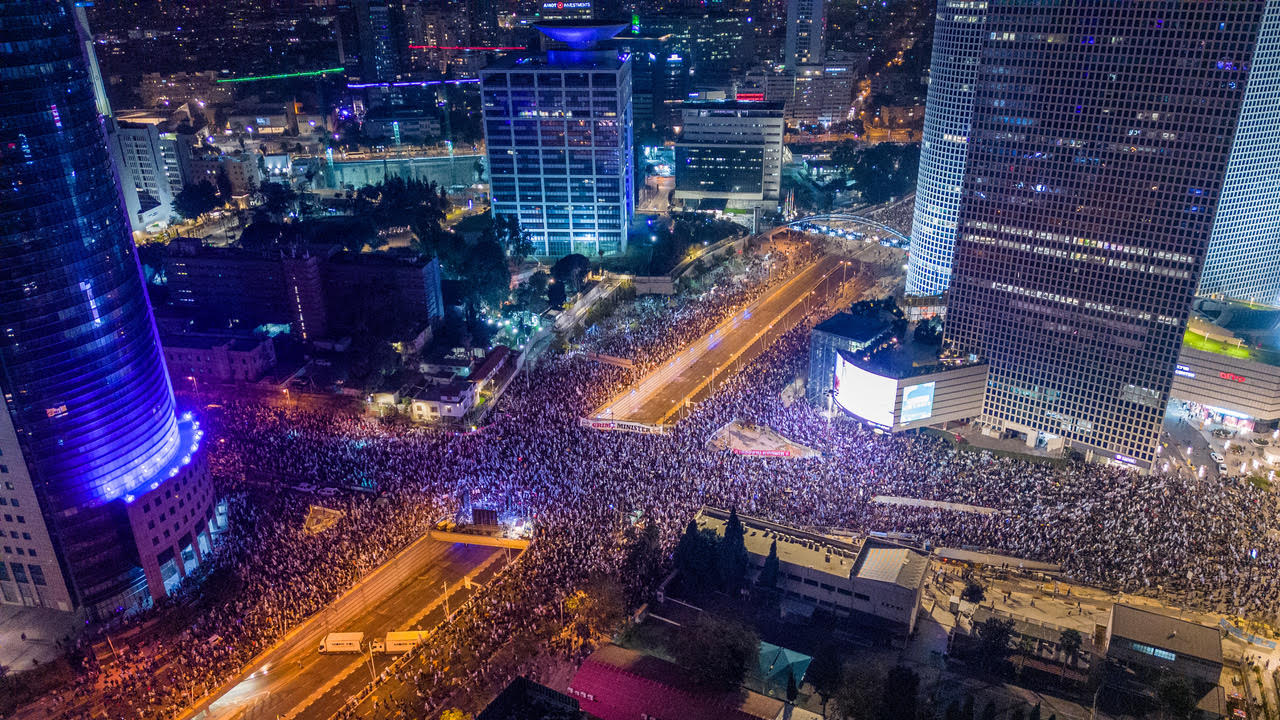
Протест против судебной реформы в марте 2023 года

1 ноября 2022 года в Израиле прошли внеочередные выборы в Кнессет (в пятый раз за четыре года). На выборах больше всех голосов (32 мандата из 120) получил список партии «Ликуд» во главе с Биньямином Нетаньяху. 3 ноября премьер-министр Израиля Яир Лапид поздравил Нетаньяху с победой на выборах.
Биньямин Нетаньяху сформировал коалицию в Кнессете 25-го созыва и возглавил 37-е правительство Израиля; его шестой срок на посту премьер-министра начался 29 декабря 2022 года.
Первые месяцы нового срока Нетаньяху были посвящены реформам судебной власти, которые вызвали широкую критику и волну массовых протестов. Критики заявили о негативном влиянии реформы на разделение властей, а также на экономику, права трудящихся, израильскую демократию и международный имидж Израиля. После нескольких недель публичных протестов на улицах Израиля, министр обороны Йоав Галант призвал 25 марта приостановить реформу на несколько недель «ради безопасности Израиля», заявив о необходимости «диалога» с оппозицией. На следующий день Нетаньяху заявил об отстранении его от должности, что усилило протесты; в итоге Нетаньяху не стал увольнять Галанта, а из всей реформы Кнессетом был принят только один закон, отменивший «принцип несостоятельности»; этот закон был немедленно оспорен восемью исками в БАГАЦ, слушания по которым продолжаются.
После вторжения ХАМАС в Израиль 7 октября 2023 года Нетаньяху объявил о начале ответной военной операции и сформировал узкий кабинет военного времени, в который вошли сам Нетаньяху, Галант, глава оппозиционной партии «Ха-махане ха-мамлахти» Бени Ганц и два наблюдателя от его партии, Гади Айзенкот и Рон Дермер. При этом к правительству в качестве министров без портфеля присоединились 5 парламентариев от «Ха-махане ха-мамлахти»: Бени Ганц, Гади Айзенкот, Гидеон Саар, Хили Троппер и Ифат Шаша-Битон.
В ходе войны ЮАР подала против Израиля иск о возможном геноциде палестинцев в Международный суд ООН. Израиль отрицает эти обвинения, обвиняя ЮАР в том, что она выступает как «юридическое крыло ХАМАС». Вскоре Никарагуа подала отдельный иск в Международный суд ООН против Германии за поставки оружия Израилю.
Палестинские активисты параллельно подали иск в Международный уголовный суд (МУС) в Гааге против израильского политического и военного руководства, и 20 мая 2024 года прокурор МУС Карим Ахмад Хан потребовал у суда выдать ордер на арест Биньямина Нетаньяху и министра обороны Израиля Йоава Галанта за «военные преступления и преступления против человечества, совершённые на территории Палестины (в секторе Газа)».

## Политические взгляды

### На палестинском направлении
Занял жёсткую позицию в палестино-израильском конфликте, сделав главным приоритетом всех мирных переговоров вопросы безопасности. Последовательно выступает за «решительную и бескомпромиссную борьбу против терроризма». По выражению Биньямина Нетаньяху,
«Ничто не оправдывает терроризм… он есть зло сам по себе — всевозможные реальные или вымышленные причины, которые приводят террористы для оправдания своих действий, бессмысленны».

### На иранском направлении
Нетаньяху является активным противником появления у Ирана ядерного оружия. По выражению профессора Шмуэля Сандлера, «Биби пытается добиться того, чтобы это средство оставалось только в руках у Израиля» из всех государств Ближнего Востока. В 2010-м году Нетаньяху призывал к жёстким санкциям против Ирана, чья ядерная программа воспринимается в Израиле как экзистенциальная угроза, более значимая для безопасности страны, чем неурегулированность палестино-израильского конфликта. В 2012-м году призывал ООН «провести красную черту» для иранской ядерной программы. В 2015 году выступил в Конгрессе США против ядерной сделки с Ираном, заявив:
«Самая большая угроза в этом мире — это смесь воинствующего ислама и ядерного оружия. Мы не должны этого допустить».
В мае 2018 года Нетаньяху обвинил Иран в тайном проведении крупномасштабных исследований по созданию ядерной бомбы.

### В сфере экономики
В сфере экономики выступает за идею свободного рынка (платформа партии «Ликуд» основана на экономическом либерализме и правых идеях). Унаследовав экономику в состоянии, достигшем к 2003 году худшей рецессии за всю историю Израиля, обвинил в этом, помимо второй интифады, раздутый государственный сектор экономики и её удушающее госрегулирование. Проводил политику поддержки частного сектора, снизив максимальную ставку налога на доходы физлиц и корпоративные налоги, ограничив госрасходы на три года, увеличив пенсионный возраст, либерализовав законы об обмене валюты. На макроэкономическом уровне это привело к успеху, включая снижение безработицы и соотношения госдолга к ВВП. Нетаньяху ставит в заслугу своим экономическим реформам бум высоких технологий в Израиле 2010-х годов.

### По отношению к ЛГБТ
Политик неоднократно заявлял о поддержке прав ЛГБТ, поскольку «каждый человек сотворён по образу и подобию Божьему». Открытый гей Амир Охана из партии «Ликуд» в правительстве Нетаньяху занимал посты министров юстиции и национальной безопасности, а позже — должность Председателя Кнессета (что стало первым прецедентом занятия этой должности представителем ЛГБТ-сообщества).

## Отношения с иностранными лидерами
Биньямин Нетаньяху уже больше 40 лет знаком и дружит с бывшим президентом США Джозефом Байденом, несмотря на наличие разногласий по вопросу создания палестинского государства.
У Нетаньяху также хорошие дружеские отношения с президентом США Дональдом Трампом. Проживая в Нью-Йорке в 1980-х годах во время своей службы послом Израиля в ООН, Нетаньяху дружил с отцом экс-президента Фредом Трампом. В июне 2019 года Нетаньяху официально переименовал поселение на спорных Голанских высотах в честь Дональда Трампа. После президентских выборов в США в 2020 году отношения между Трампом и Нетаньяху ухудшились в связи с тем, что Нетаньяху одним из первых поздравил Джо Байдена с победой. Несмотря на свою критику израильского лидера, 14 октября 2023 года Трамп заявил, что поддерживает Израиль и Нетаньяху.

## Личная жизнь
Свободно владеет двумя языками: ивритом и английским.

### Семья и отношения
Первая жена, с 1974 года — Мириам Вейцман, служила в Армии обороны Израиля, химик, училась в Еврейском университете. У пары в 1978 году родилась дочь Ноа.
Вторая жена, с 1981 года — Флер Кейтс, чей отец был евреем, а мать — нет, поэтому до их брака Кейтс приняла иудаизм. Через несколько лет после переезда с Нетаньяху в Израиль, Кейтс в 1988 году подала на развод.
Третья и нынешняя жена, с 1991 года — Сара Бен-Арка Нетаньяху, магистр психологии, имеют двух сыновей: Яира (род. 1991; служил в ЦАХАЛе) и Авнера (род. 1994).
Дочь Нетаньяху от первого брака Ноа замужем за Дэниелом Ротом, от которого в 2009 году родила мальчика Шмуэля. В 2011 году у них родился второй сын по имени Давид, а в 2016 году — дочь Ноа.

### Религиозные взгляды
В детстве и ранней юности, когда Биньямин Нетаньяху вместе с родителями жил в США, он посещал синагогу реформистского иудаизма (объединение URJ) в Филадельфии. Позже, проживая в Нью-Йорке в качестве посла Израиля в ООН, Нетаньяху посещал ортодоксально-модернистскую синагогу «Парк-Ист». Будучи премьер-министром, выступал в 2016 году против нападок на членов реформистской общины Израиля, заявив: «Израиль является домом для всех евреев, и наша сила — в нашем единстве».
Нетаньяху известен довольно светским образом жизни, но, согласно установившейся в Израиле практике, избегает публичного нарушения традиций иудаизма (включая шаббат).

## Уголовные расследования
Против Биньямина Нетаньяху, начиная с 2016 года, ведутся несколько уголовных расследований, результатом которых может стать предъявление ему обвинений по уголовным статьям «Получение взятки» (статья 290 УК) и «Мошенничество и обман общественного доверия» (статья 284 УК).

## Награды
- Бразилия: Кавалер Большого креста национального ордена Южного Креста (2018)[140].

## Книги
Нетаньяху — автор нескольких книг, написанных на английском языке: «Террор — вызов и ответ», (1979), «Терроризм: как Запад может победить» (1986), «Борьба с террором: как демократии могут нанести поражение сети международного терроризма» (1995; на рус. яз. — Москва, 2002) и «Место под солнцем. Борьба еврейского народа за обретение независимости, безопасное существование и установление мира» (1993; на рус. яз. — Иер. 1996).
- Binyamin Netanyahu. International Terrorism: Challenge and Response (англ.). — Transaction Publishers, 1981. — 383 p. — ISBN 0878558942. — ISBN 9780878558940.
- Binyamin Netanyahu. Terrorism: how the West can win («Как демократии могут побороть терроризм») (англ.). — Farrar, Straus and Giroux, 1986. — 254 p. — ISBN 0374273421. — ISBN 9780374273422.
- Binyamin Netanyahu. A place among the nations: Israel and the world (англ.). — Bantam Books, 1993. — 467 p. — ISBN 0553089749. — ISBN 9780553089745.
  - Место под солнцем. — 1996. — 663 с.
- Fighting Terrorism: How Democracies Can Defeat Domestic and International Terrorism (Diane Pub Co, 1995) (ISBN 0-374-52497-1)
- Binyamin Netanyahu. Fighting terrorism: how democracies can defeat domestic and international terrorists (англ.). — Farrar, Straus and Giroux, 1995. — 151 p. — ISBN 0374154929. — ISBN 9780374154929.
  - Война с терроризмом : как демократии могут нанести поражение сети международного терроризма. — «Альпина Паблишер», 2002. — 208 с. — ISBN 5-94599-051-5.
- A Durable Peace: Israel and Its Place Among the Nations (Warner Books, 2000) (ISBN 0-446-52306-2)